# Borough de Haines
Pour les articles homonymes, voir Haines.
Le borough de Haines (Haines Borough en anglais) est un borough de l'État d'Alaska, aux États-Unis.

## Villes
- Covenant Life
- Excursion Inlet
- Haines
- Lutak
- Mosquito Lake
- Mud Bay

## Cours d'eau
- Klehini
- Chilkat
- Tsirku

## Démographie
| 1970  | 1980  | 1990  | 2000  | 2010  | - |
| ----- | ----- | ----- | ----- | ----- | - |
| 1 504 | 1 680 | 2 117 | 2 392 | 2 508 | - |